# Chase Claypool
Chase Claypool (Abbotsford, 7 luglio 1998) è un giocatore di football americano canadese che milita nel ruolo di wide receiver per i Buffalo Bills della National Football League (NFL).

## Carriera universitaria
Claypool giocò a football con i Fighting Irish dal 2016 al 2019. Nel suo primo anno di college fece registrare 5 ricezioni per 81 yard in 12 partite giocate, guidando la squadra negli special team con 11 tackle. Nel 2017 giocò 12 partite di cui 8 da titolare, ricevendo 402 yard e 2 touchdown. Al terzo anno partí da titolare in 12 dei 13 match disputati, finendo la stagione come secondo nella squadra per ricezioni completate e yard, inclusi 4 touchdown. Nell'ultimo anno a Notre Dame ricevette 66 passaggi per 1.037 yard e 13 touchdown.

## Carriera professionistica

### Pittsburgh Steelers
Claypool venne scelto dai Pittsburgh Steelers nel corso del secondo giro (49º assoluto) del Draft NFL 2020. Debuttò come professionista nella gara del primo turno contro i New York Giants ricevendo 2 passaggi per 39 yard dal quarterback Ben Roethlisberger. La settimana seguente contro i Denver Broncos segnò il suo primo touchdown. Nella settimana 5 contro i Philadelphia Eagles divenne il primo wide receiver rookie da Jerry Butler nel 1979 a segnare quattro touchdown in una partita, venendo premiato come giocatore offensivo della AFC della settimana. A fine stagione fu inserito nella formazione ideale dei rookie dalla Pro Football Writers Association dopo avere ricevuto 62 passaggi per 873 yard e 9 touchdown disputando tutte le 16 partite, di cui 6 come titolare.

### Chicago Bears
Claypool fu scambiato con i Chicago Bears il 1º novembre 2022 per una scelta del secondo giro del Draft NFL 2023.

### Miami Dolphins
Dopo essere stato messo fuori squadra dai Bears, il 7 ottobre 2023 Claypool fu scambiato con i Miami Dolphins.

### Buffalo Bills
Il 4 maggio 2024 Claypool firmó un contratto di un anno con i Buffalo Bills.

## Palmarès
- Giocatore offensivo della AFC della settimana: 1

5ª del 2020
- PFWA All-Rookie Team - 2020